# Никанор (военачальник Кассандра)
Никано́р (др.-греч. Νικάνωρ; IV век до н. э. — 318 или 317 год до н. э.) — военачальник Кассандра, участник Второй войны диадохов.
В историографии существует несколько взаимоисключающих гипотез, которые идентифицируют Никанора как племянника Аристотеля, либо как сына личного телохранителя-соматофилака македонских царей и сатрапа Киликии Балакра, либо как одного из военачальников Александра Македонского, который в 334 году до н. э. обеспечил морскую блокаду Милета.
После смерти регента Македонской империи Антипатра в 319 году до н. э. Никанор принял сторону Кассандра, который боролся за власть в Македонии с Полиперхоном. Никанор руководил македонским гарнизоном в крепости над Афинами Мунихий. Он не только удержал крепость, но и захватил главный порт Аттики Пирей, что стало причиной смены власти в Афинах. Вскоре Кассандр поручил Никанору командование флотом. В сражении при Византии союзный флот Никанора и Антигона Одноглазого разгромил морские силы Полиперхона под командованием Клита Белого.
Вскоре после победы при Византии Кассандр заподозрил Никанора в измене, приказал арестовать, а затем инициировал войсковое собрание, которое приговорило военачальника к смерти.

## Проблемы идентификации
Имя «Никанор» было достаточно распространённым в Древней Греции. Так, канадский историк В. Хеккель в своём просопографическом исследовании эпохи Александра и войн диадохов приводит информацию об одиннадцати Никанорах. В немецкой энциклопедии классической древности Паули-Виссова приведена информация о тридцати Никанорах. Не вызывает сомнения, что в ряде случаев речь идёт об одних и тех же людях, сведения о жизни которых отрывочны. В соответствующих статьях указано, что такой-то Никанор может быть тождественным с персонажем под таким же именем, описанным в статье под другим номером. Данного Никанора, македонского военачальника на службе у Кассандра, могут идентифицировать с зятем Аристотеля, с сыном личного телохранителя-соматофилака македонских царей и сатрапа Киликии Балакра, либо с одним из военачальников Александра Македонского. Каждая из версий среди историков имеет как сторонников, так и противников.
Долгое время Никанора, военачальника Кассандра, отождествляли с Никанором Стагиритом, ровесником и приближённым Александра Македонского, а также зятем Аристотеля. Данное мнение было пересмотрено после публикации в 1994 году статьи А. Босворта. Историк провёл исследование, в котором показал несостоятельность такого отождествления. Также А. Босворт предположил, что Никанор, военачальник Кассандра, идентичен Никанору, сыну Балакра от сестры Кассандра Филы. В таком случае он был бы племянником Кассандра, что объясняет его преданность дяде и доверие, которое тот ему оказывал, поручая самые ответственные задания. В. Хеккель отмечал, что Никанор, военачальник Кассандра, сыграл существенную роль в истории Древних Афин. Будь он связан родственными узами с Аристотелем, об этом не преминули бы упомянуть античные источники. Также историк подчёркивал, что матерью Никанора, сына Балакра, не могла быть Фила. Балакр женился на Филе и породнился с Антипатром между 339 и 336 годами до н. э. От этого брака родился сын Антипатр, которого Балакр назвал в честь влиятельного тестя. Фила после смерти Балакра дважды выходила замуж. От третьего супруга, свадьба с которым состоялась около 320 года до н. э., Деметрия Полиоркета, Фила родила двух детей. Согласно аргументам В. Хеккеля, гипотетический второй сын Филы от Балакра Никанор, в силу своего возраста не мог быть военачальником Кассандра в 319—317 годах до н. э. Р. Биллоуз и В. Хеккель считают, что матерью Никанора, сына Балакра, была другая женщина, на которой тот был женат до Филы. Также, Р. Биллоуз, на основании эпиграфических данных, обосновал, что Никанор, сын Балакра, был сатрапом Мидии на службе Антигона Одноглазого.
В. Хеккель считал Никанора, военачальника Кассандра, тождественным Никанору, наварху Александра Македонского. Этот персонаж в 334 году до н. э. руководил греческим флотом и прибыл к Милету, до того как к городу подошли персидские суда. Тем самым Никанор обеспечил морскую блокаду Милета.

## Биография

### Руководство гарнизоном в Мунихии. Роль в политических событиях Древних Афин
В 322 году до н. э., согласно Афинею, который ссылался на Каристия Пергамского, Никанор приютил Деметрия Фалерского, чей брат Гимерей был убит по приказу Антипатра.
В 319 году до н. э. умер регент Македонской империи Антипатр. Перед смертью он назначил своим преемником Полиперхона, а своего сына Кассандра — хилиархом, вторым по влиянию человеком в Македонии. Кассандр не согласился с ролью военачальника при Полиперхоне и восстал. В античных источниках присутствуют определённые разночтения при описании действий Кассандра. Согласно Плутарху, он отправил Никанора, чтобы тот сменил Менилла на должности фрурарха (командира македонского гарнизона) крепости над Афинами Мунихий, до того как новость о смерти Антипатра станет всеобщим достоянием. Диодор Сицилийский писал, что Никанор был фрурархом Мунихия на момент смерти Антипатра. Когда он узнал, что Кассандр бежал к Антигону, то принял сторону сына Антипатра и выступил перед афинянами с призывом не поддерживать Полиперхона.
Диодор Сицилийский писал, что афиняне не особо тяготели ни к одной из сторон конфликта. Они, в первую очередь, стремились к избавлению от гарнизона македонян в непосредственной близости к городу. Никанор смог убедить граждан Афин на Народном собрании несколько дней не предпринимать каких-либо действий, а сам незаметно усилил гарнизон и укрепил оборону Мунихия. Афиняне сочли такие действия Никанора бесчестными, отправили посольство к Полиперхону и начали подготовку к войне. Пока в Афинах шли собрания и дискуссии, Никанор совершил ночную вылазку и захватил главный порт города Пирей и Длинные стены, что ещё больше разозлило афинян. Они отправили к Никанору посольство во главе с Фокионом, Кононом и Клеархом. Никанор выслушал их требования и перенаправил к Кассандру, так как он сам «не имел полномочий на независимые действия».
Плутарх несколько по-другому передавал последовательность событий. После того как Никанор занял Мунихий, с ним встретился Фокион. Новый фрурарх Мунихия пообещал обходиться с афинянами мягко и устроить за свой счёт игры. Полиперхон в свою очередь пообещал афинянам былую свободу если они перейдут на его сторону, что было для них предпочтительнее. Никанора даже чуть не схватили на Народном собрании, однако он вовремя узнал об этих планах и покинул город. Согласно Плутарху, афиняне обвиняли Фокиона в том, что тот предупредил и спас Никанора. Корнелий Непот писал, что Фокион выступил поручителем Никанора. После этого македонский военачальник стал обводить Пирей рвом.
Мать Александра Македонского и эпиротская царица Олимпиада, которая поддерживала Полиперхона, отправила Никанору письмо с приказом вернуть Мунихий и Пирей афинянам. Никанор хоть и пообещал исполнить приказ царицы, продолжил удерживать крепость и порт. Тогда в Аттику с войском прибыл сын Полиперхона Александр. Афиняне вначале надеялись, что он поможет вернуть им Мунихий и Пирей. Однако, Александр даже не допустил их представителей на переговоры с Никанором. Когда афиняне осознали, что обе стороны стремятся лишь захватить их владения, то изгнали магистратов из числа олигархов, которых приговорили к смерти, и передали власть в руки радикальных демократов.

### Победа при Византии. Гибель
Вскоре из Азии в Пирей с подкреплениями от Антигона прибыл Кассандр. Он передал свой флот в управление Никанору. Военачальник получил приказ отправиться в Азию к Антигону, после чего выполнять все его указания. Антигон и Полиперхон стремились обезопасить свои владения от войск противника. Для этого им был необходим контроль над Эгейским морем и морскими проливами между Европой и Азией. Полиперхон поручил командование своим флотом Клиту Белому. Антигон, в свою очередь, разделил силы. В то время как флот Никанора плыл к Византию, сухопутное войско двигалось по побережью в сторону Босфора.
Флоты Никанора и Клита были сопоставимы по количеству кораблей. Диодор Сицилийский исчислял количество трирем у Никанора как «более сотни», Полиэн — 130. Современные историки отдают предпочтение данным Полиэна. Р. Биллоуз считал, что флот Клита ненамного превосходил по количеству кораблей силы противника. Также, он считал, что из 130 кораблей Никанора около 35 были предоставлены Антигоном. Корабли под командованием Клита находились на якоре возле Византия. Никанор атаковал его со стороны Пропонтиды. Преимуществом Клита стало течение со стороны Понта Эвксинского, так как, в отличие от соперника, его корабли при попутном течении были значительно манёвреннее. В ходе последовавшего сражения было потоплено 17 и захвачено не менее 40 кораблей Никанора. Вторая часть флота бежала и укрылась в гавани Халкидона.
Вечером в Халкидон прибыл Антигон. Он оценил обстановку, после чего разместил на оставшихся кораблях своих гипаспистов. Также он отправил гонцов в Византий, с которым был в дружественных отношениях, с просьбой прислать грузовые суда. На них он ночью переправил лучников, пращников и других легковооружённых воинов. В это время Клит, который был убеждён, что разбитый противник не посмеет повторно напасть, дал своему войску отдых. Перед рассветом лучники и пращники Антигона начали обстреливать войско Клита. В последовавшей панике и беспорядке воины пытались добраться до своих кораблей. В это время вдали появился флот Антигона с тяжеловооружёнными гипаспистами на борту. После короткой битвы корабли Клита были потоплены либо захвачены. Лишь адмиральскому кораблю удалось спастись.
После победы Никанор вернулся в Пирей. К этому времени Кассандр заключил с Афинами мирный договор. Поначалу Кассандр оказал ему соответствующие почести, однако вскоре заподозрил в измене. Никанор стал проявлять собственные амбиции, агитировать гарнизон Мунихия перейти на свою сторону. Тогда Кассандр решил казнить военачальника. В силу его популярности он не мог открыто выступить против Никанора. В изложении Полиэна, Кассандр перед отплытием пригласил военачальника на совещание в дом, где находились гипасписты, которые и арестовали Никанора. Затем он созвал общевойсковое собрание. Кассандр поручил вести его врагам Никанора, которые и добились осуждения военачальника на смертную казнь. Новым фрурархом Мунихия стал Дионисий.

### Исследования
- Дройзен И. Г. История эллинизма. — Ростов-на-Дону: Феникс, 1995. — Т. 2. — 544 с. — ISBN 5-85880-079-3.
- Berve H. Nikanor 4 // Paulys Realencyclopädie der classischen Altertumswissenschaft :  [нем.] / Georg Wissowa. — Stuttgart : J. B. Metzler’sche Verlagsbuchhandlung, 1936. — Bd. XVII,1. — Kol. 267—278.
- Billows R. Antigonos the One-eyed and the Creation of the Hellenistic State (англ.). — Berkeley; Los Angeles; London: University of California Press, 1997. — ISBN 0-520-06378-3.
- Bosworth A. B. A New Macedonian Prince (англ.) // The Classical Quarterly. — Cambridge University Press, 1994. — Vol. 44, no. 1. — P. 57—65. — JSTOR 638873.
- Carney E. D. Women and Monarchy in Macedonia (англ.). — Norman: University of Oklahoma Press, 2000. — ISBN 0-8061-3212-4.
- Heckel W. Nicanor Son of Balacrus (англ.) // Greek, Roman, and Byzantine Studies. — Durham, N.C.: Duke University Press, 2007. — Vol. 47, no. 4. — P. 401—412. — ISSN 2159-3159.
- Heckel W. Who's Who in the Age of Alexander and his Successors. From Chaironea to Ipsos (338—301 BC) (англ.). — Barnsley: Greenhill Books, 2021. — 554 p. — ISBN 978-1-78438-648-1.